# Asociația Internațională de Box
Asociația Internațională de Box (în engleză International Boxing Association (IBA)), inițial Association Internationale de Boxe Amateur (AIBA), este organizația care se ocupă de meciurile, campionatele și premiile acordate boxerilor amatori (olimpici).

## Legături externe
- Site web oficial